# روبرت إل. فيش
روبرت إل. فيش (بالإنجليزية: Robert L. Fish)‏ (21 أغسطس 1912، كليفلاند في الولايات المتحدة - 23 فبراير 1981 في الولايات المتحدة)؛ كاتِب، سيناريست وروائي أمريكي.

## روابط خارجية
- روبرت إل. فيش على موقع IMDb (الإنجليزية)
- روبرت إل. فيش على موقع قاعدة بيانات الأفلام السويدية (السويدية)
- روبرت إل. فيش على موقع قاعدة بيانات الفيلم (الإنجليزية)